# ルキウス・ウェルギニウス・ルフス
ルキウス・ウェルギニウス・ルフス（ラテン語: Lucius Verginius Rufus, 14年 - 97年）は、ローマ帝国ユリウス＝クラウディウス朝・フラウィウス朝時代の軍人。のちに元老院議員となる。

## 来歴
イタリアのコムム（現：コモ）でエクィテス階級身分として生まれた。63年、ネロの治世にコンスルに選ばれ、ゲルマニア・スペリオル属州にプロコンスルとして派遣される。
67年にガイウス・ユリウス・ウィンデクスがネロに反乱を起こすとルフスは鎮圧に向かい、68年に制圧。その後、ルフスはガルバに対抗する形で配下の軍団兵より皇帝へと擁立されようとするが、これを拒否、代わりにゲルマニア・インフェリオル属州総督のアウルス・ウィテッリウスを支持する。その後ウィテッリウスは元老院より皇帝として承認されることになるが、彼自身はその後ゲルマニアの軍団から離れローマへ戻り、十数年を詩作など文学を嗜みつつ穏便に過ごした。
次に彼の名が出てくるのはドミティアヌスが暗殺され、ネルウァが皇帝になったときである。ネルウァは引退しつつあった年老いたルフスを同僚執政官としたが、その際に演説を行う時に、手から落とした書物を取ろうと身をかがめて転び、その怪我がもとで没した。その葬儀は国葬をもってなされた。